# Daria Atamanov
Daria Atamanov (en hebreo: דריה אטמנוב‎, en ruso: Дарья Анатольевна Атаманова, Tel Aviv, 6 de diciembre de 2005) es una deportista israelí que compite en gimnasia rítmica, en la modalidad individual.
Ganó una medalla de bronce en el Campeonato Mundial de Gimnasia Rítmica de 2023 y seis medallas en el Campeonato Europeo de Gimnasia Rítmica, en los años 2022 y 2024. Además, consiguió tres medallas en los Juegos Mundiales de 2022.
Participó en los Juegos Olímpicos de París 2024, ocupando el quinto lugar en la prueba individual.

## Palmarés internacional
| Campeonato Mundial | Campeonato Mundial | Campeonato Mundial | Campeonato Mundial  |
| Año                | Lugar              | Medalla            | Prueba              |
| ------------------ | ------------------ | ------------------ | ------------------- |
| 2023               | Valencia (España)  | Medalla de bronce  | Concurso individual |
| Campeonato Europeo |                    |                    |                     |
| Año                | Lugar              | Medalla            | Prueba              |
| 2022               | Tel Aviv (Israel)  | Medalla de oro     | Concurso individual |
| 2022               | Tel Aviv (Israel)  | Medalla de plata   | Aro                 |
| 2022               | Tel Aviv (Israel)  | Medalla de plata   | Cinta               |
| 2022               | Tel Aviv (Israel)  | Medalla de plata   | Mazas               |
| 2022               | Tel Aviv (Israel)  | Medalla de bronce  | Equipo              |
| 2024               | Budapest (Hungría) | Medalla de bronce  | Equipo              |